# Trương Sở
Trương Sở (chữ Hán: 张所, ? – 1127), người Thanh Châu , quan viên, tướng lĩnh kháng Kim đầu đời Nam Tống. Ông là thành viên tích cực của phái chủ chiến, và là vị chủ tướng đầu tiên của danh tướng Nhạc Phi.

## Sự nghiệp
Sở xuất thân tiến sĩ, được làm đến quan Giám sát ngự sử. Tống Cao Tông lên ngôi, sai Sở xem xét lăng tẩm; sau khi trở về, ông dâng sớ nói: "Hà Đông, Hà Bắc là căn bản của thiên hạ. Gần đây dùng lầm mưu của gian thần, mới cắt 3 trấn, kế đó cắt Lưỡng Hà, dân ở đấy oán hận vào tận xương tủy, đến nay chẳng ai không bất bình. Nếu nhân đây mà dùng họ, thì có thể nằm mà lấy được; còn không thì binh dân Lưỡng Hà không có chỗ nào để trông vào, việc của bệ hạ hỏng mất!" Sở còn nói rằng trở lại kinh sư (tức Khai Phong) có 5 điều lợi, lại nói an nguy của nước nhà, nằm ở sự mạnh – yếu của quân đội, tài năng của quan lại, không nằm ở việc dời đô hay không; tiếp đó ông điều trần về mặt lợi – hại của Lưỡng Hà. Tống Cao Tông tỏ ý muốn giao việc ấy cho Sở, ngay sau đó bắt lỗi Sở khi ông nói rằng Hoàng Tiềm Thiện gian tà không thể dùng, sẽ gây hại cho triều đình mới dựng. Vì thế Sở chịu bãi quan Ngự sử, đổi làm Binh bộ lang trung; ít lâu sau ông bị trách , chịu làm Phượng Châu đoàn luyện phó sứ, an trí ở Giang Châu .
Sau khi Lý Cương làm tể tướng, muốn tiến cử Sở làm Kinh lược Lưỡng Hà, nhưng ông từng chỉ trích Hoàng Tiềm Thiện, nên Cương e ngại bị Tiềm Thiện cản trở. Vì thế Lý Cương tìm cơ hội nửa đùa nửa thật nói với Tiềm Thiện rằng: "Nay Hà Bắc chưa có người, một mình Trương Sở đáng dùng, lại chịu kết tội cuồng ngôn. Bất đắc dĩ bỏ qua mà dùng hắn ta, sai làm chiêu phủ, liều chết chuộc tội, chẳng tốt lắm ru?" Tiềm Thiện nhận lời. Lý Cương bèn lấy Sở làm Trực Long Đồ các, sung Hà Bắc chiêu phủ sứ. Sở được ban trăm vạn quan tiền của Nội phủ, cấp hơn ngàn đạo Không danh cáo ; còn có 3000 lính Kinh Tây để bảo vệ, nhưng tướng tá, quan thuộc thì phải tự vời gọi, mọi việc được tùy nghi mà làm. Sở vào gặp hoàng đế, trình bày lợi hại; Tống Cao Tông ban cho y phục ngũ phẩm, mệnh Trực bí các Vương Khuê làm Tuyên phủ tư Tham mưu quan để phụ tá.
Hà Bắc chuyển vận phó sứ Trương Ích Khiêm theo ý của Hoàng Tiềm Thiện, tâu rằng Sở đặt tư ở Bắc Kinh là trái lẽ, còn nói nếu Sở tự đặt tư Chiêu phủ, giặc cướp Hà Bắc càng hung hăng, chẳng bằng bãi đi, đem việc của Sở giao cho Soái tư. Lý Cương nói: "Trương Sở nay lưu lại kinh sư, chiêu tập tướng tá, còn chưa lên đường, Ích Khiêm sao đã biết ông ấy gây rối? Triều đình cho rằng dân Hà Bắc không có nơi theo về, tự tập làm cướp, nên đặt tư để chiêu phủ, mượn lực lượng của họ mà dùng, há bởi việc đặt tự mới có giặc cướp ru? Nay những bọn cướp ở Kinh Đông, Kinh Tây cùng đi lại, cùng cướp bóc quận huyện, há cũng là lỗi của tư Chiêu phủ à? Đương lúc gian nguy, triều đình muốn Sở kinh lý, Ích Khiêm là quan nhỏ, dám lấy cớ phi lý để kềm nén, ắt là có kẻ sai khiến!" Cao Tông mệnh cho Ích Khiêm giải thích, mệnh giao vấn đề xuống Xu mật viện, Uông Bá Ngạn cũng dùng lời tâu ấy vặn hỏi về tư Chiêu phủ. Lý Cương cùng Bá Ngạn tranh cãi trước mặt Cao Tông, kết quả Bá Ngạn nghẹn lời.
Vào lúc Sở mời gọi hào kiệt, lấy Vương Ngạn làm Đô thống chế, Nhạc Phi làm Chuẩn bị tướng, thì Lý Cương bị bãi tướng. Triều đình lấy Vương Khuê thay thế Sở, khiến ông rụng quan, chịu làm Trực Long Đồ các, an trí ở Lĩnh Nam.
Sở mất tại nơi lưu đày. Con trai là Trương Tông Bản, được Nhạc Phi tâu xin bổ quan.